# Presto (Radsportteam)
Presto war ein deutsches professionelles Radsportteam. Sponsor waren die Presto-Werke Günther & Co. aus Chemnitz, die Fahrräder und Motorräder produzierten.

## Geschichte
Das Team bestand von 1934 bis 1943. Die Presto-Werke waren Mitglied im „Industrie-Verein“ des Deutschen Radfahrer-Bundes (DRB). Mitglieder des Vereins waren Unternehmen aus der Fahrradindustrie und Hersteller von Fahrradkomponenten, die als Sponsoren des Berufsradsports in Deutschland tätig waren. Die bedeutendsten Erfolge waren die Siege in der Deutschen Meisterschaft im Straßenrennen und im Eintagesrennen Rund um Berlin 1935 durch Bruno Roth, der Gewinn der Deutschland-Rundfahrt 1938 durch Hermann Schild, bei Paris–Brüssel und Paris–Tours 1939 durch Frans Bonduel.

## Erfolge
1935
- Deutsche Meisterschaft im Straßenrennen
- Rund um Berlin

1937
- eine Etappe Internationale Deutschland-Rundfahrt

1938
- Gesamtwertung Internationale Deutschland-Rundfahrt
- drei Etappen Internationale Deutschland-Rundfahrt

1939
- Paris–Brüssel
- Paris–Tours
- eine Etappe Paris–Nizza
- fünf Etappen Großdeutschlandfahrt

## Bekannte Fahrer
- Frans Bonduel
- Fritz Funke
- Herbert Gerber
- Emil Kijewski
- Bruno Roth
- Hermann Schild